# Merope (astronomia)
Merope (nota anche come 23 Tauri) è una stella nella costellazione del Toro; si tratta di una delle componenti dell'ammasso aperto delle Pleiadi e giace ad una distanza di circa 440 anni luce da noi. Il suo nome proprio deriva dalla figura mitologica Merope, una delle Pleiadi mitologiche.

## Caratteristiche

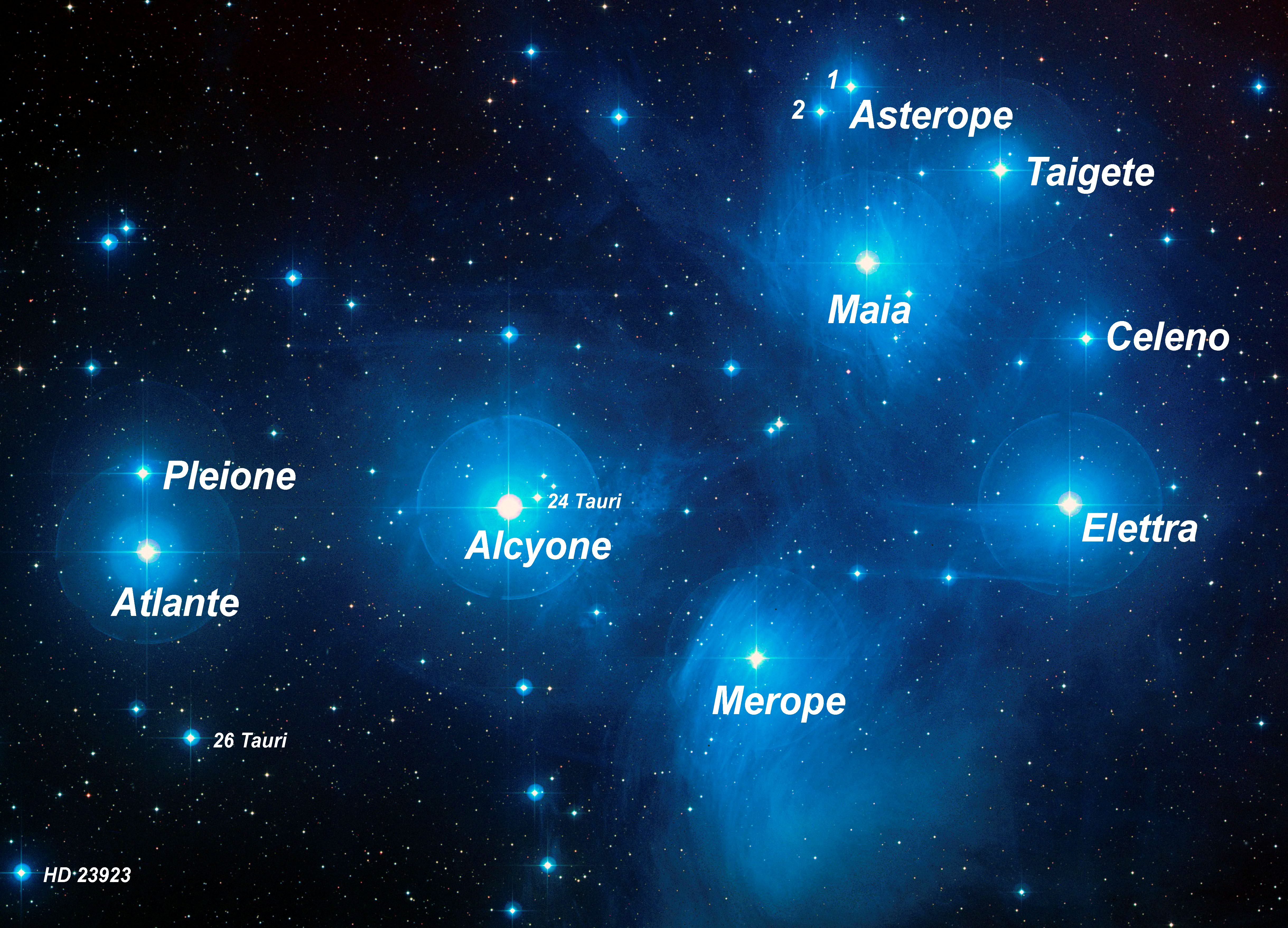
La posizione di Merope nelle Pleiadi.

Si tratta di una stella subgigante di classe spettrale B, corrispondente ad un colore azzurro intenso; la sua magnitudine apparente è pari a 4,14. Richard Hinckley Allen la descrisse come una stella di un colore bianco lucido e violetto. Possiede una luminosità 630 volte superiore a quella del Sole e la sua temperatura superficiale si aggira sui 14000 K; la sua massa è circa 4,5 volte quella solare ed ha un raggio oltre 4 volte superiore. È classificata come una stella variabile Beta Cephei, con una escursione di 0,01 magnitudini.
La nebulosità che circonda Merope, NGC 1435 è parte del grande complesso di polveri in cui le Pleiadi si trovano ora a transitare; un'altra nebulosa nei pressi è IC 349.